# NASCAR Heat
NASCAR Heat versenyjáték, melyet a Monster Games fejlesztett és a Hasbro Interactive jelentetett meg. A játék 2000-ben jelent meg Windows, PlayStation és Game Boy Color platformokra. A PlayStation-átirat elkészítésében a Digital Illusions CE segédkezett, míg a Game Boy Color-verziót a Game Titan és a Pipe Dream Interactive fejlesztette és a Majesco Entertainment jelentette meg.

## Fogadtatás
| Összegzőoldal | Értékelés | Értékelés | Értékelés |
| Összegzőoldal | GBC       | PC        | PS        |
| ------------- | --------- | --------- | --------- |
| GameRankings  | 68%       | 83%       | 66%       |
| Metacritic    | N/A       | 81/100    | 62/100    |

| Szerző          | Értékelés | Értékelés | Értékelés |
| Szerző          | GBC       | PC        | PS        |
| --------------- | --------- | --------- | --------- |
| AllGame         | N/A       | [ 9 ]     | N/A       |
| CNET Gamecenter | N/A       | 7/10      | 4/10      |
| CGSP            | N/A       | [ 12 ]    | N/A       |
| CGW             | N/A       | [ 13 ]    | N/A       |
| EGM             | N/A       | N/A       | 7/10      |
| Game Informer   | N/A       | N/A       | 6,5/10    |
| GameSpot        | 6,8/10    | 7,5/10    | 5,2/10    |
| GameSpy         | N/A       | 88%       | N/A       |
| IGN             | N/A       | 9/10      | 8/10      |
| OPM (US)        | N/A       | N/A       | [ 22 ]    |
| PC Gamer (US)   | N/A       | 80%       | N/A       |

A Metacritic adatai szerint a játék Windows-verziója „általánosságban kedvező”, míg a PlayStation-verziója „megosztott vagy átlagos” kritikai fogadtatásban részesült.
A játékot jelölték az „év versenyjátéka” kategóriában a Computer Gaming World magazin 2001-es díjátadóján, azonban azt végül a Motocross Madness 2 nyerte meg.